# Rosa Häcki-Feierabend
Rosa Häcki-Feierabend, née le 5 janvier 1922 à Engelberg (originaire du même lieu) et morte le 14 octobre 1996 dans la même commune, est une personnalité politique suisse du canton d'Obwald, d'abord sans étiquette puis membre du Parti radical-démocratique.
Elle est la première femme à siéger au Conseil cantonal d'Obwald, de 1974 à 1986.

## Biographie

### Origines et famille
Rosa Häcki-Feierabend naît le 5 janvier 1922 à Engelberg, dans le canton d'Obwald. Elle est originaire du même lieu.
Elle est la cinquième d'une fratrie de huit enfants. Son père, Oswald Feierabend est agriculteur et député au Conseil cantonal d'Obwald ; sa mère est née Berta Christen. 
Elle épouse Friedrich Häcki, secrétaire communal, en 1943, avec qui elle a un fils en 1945.

### Études et parcours professionnel
Son père lui permet de fréquenter le gymnase de jeunes filles du couvent Sainte-Claire à Stans, dans le canton voisin de Nidwald. 
Après la mort de son père en 1940, ne pouvant poursuivre ses études par manque d'argent, elle fait un apprentissage de secrétaire auprès de l’administration communale d’Engelberg. Elle est ensuite employée au greffe, où elle fait la connaissance de son futur mari. Elle le remplace à son poste de secrétaire communal lorsqu'il est mobilisé. 
Au décès de son mari en 1961, elle est contrainte de reprendre une activité professionnelle afin d'assurer la subsistance de sa famille. Elle dirige alors l'agence AVS au greffe communal.

### Alpinisme
Skieuse et alpiniste chevronnée, ce qui n'était pas habituel pour une femme à son époque, Rosa Häcki-Feierabend fonde en 1968 sur le Titlis, avec la baronne allemande Felicitas von Reznicek et d’autres férues d'escalade, une association de femmes alpinistes, les Rendez-vous Hautes Montagnes. Cette association organisait des semaines d'escalade et de randonnée ouvertes aux femmes du monde entier.

### Parcours politique
En 1973, alors qu’elle participe à une expédition de trois semaines dans l'Himalaya, Rosa Häcki-Feierabend est proposée à son insu comme candidate au Conseil cantonal d'Obwald. Elle est la première femme qui y est élue, le 24 juin 1973, moins d'un an après que les femmes ont obtenu le droit de vote pour les affaires cantonales,. Elle y siège de 1974 à 1986. 
D’abord sans étiquette politique, puis membre du Parti libéral (Parti radical-démocratique), elle défend en particulier les intérêts de la vallée d’Engelberg.

### Énergie solaire
Rosa Häcki-Feierabend est une pionnière dans la promotion de l'énergie solaire, exploitant sur son alpage de Bödmen, à Engelberg, un téléphérique de transport de matériel et une installation de traite fonctionnant à l'électricité solaire.